# 1957年の市町村合併
1957年の市町村合併（1957ねんのしちょうそんがっぺい）では1957年に行われた日本の市町村合併の一覧を載せる。

## 1月
- 1月1日
  - 埼玉県加須市+ 北埼玉郡 大越村 = 加須市（編入）
  - 石川県石川郡 松任町+ 山島村 = 石川郡松任町（編入）
  - 福井県坂井郡 三国町+ 浜四郷村の一部+ 坂井村の一部 = 坂井郡三国町（編入/境界変更）
  - 福井県坂井郡 川西村+ 浜四郷村の一部 = 坂井郡川西村（編入）
  - 鳥取県岩美郡 宇倍野村+ 大成村 = 岩美郡国府町（新設/町制）
  - 鳥取県西伯郡 県村+ 大高村 = 西伯郡伯仙町（新設/町制）
  - 島根県飯石郡 来島村+ 赤名町 = 飯石郡赤来町（新設）
  - 広島県尾道市+ 沼隈郡 浦崎村 = 尾道市（編入）
  - 徳島県那賀郡 木頭村+ 上木頭村の一部 = 那賀郡木頭村（新設）
  - 徳島県那賀郡 上那賀村+ 上木頭村の一部 = 那賀郡上那賀町（編入/町制）
  - 愛媛県宇和島市+ 北宇和郡 来村 = 宇和島市（編入）
  - 熊本県熊本市+ 飽託郡 小島町+ 龍田村 = 熊本市（編入）
  - 熊本県八代市+ 葦北郡 二見村 = 八代市（編入）
- 1月15日
  - 三重県三重郡 菰野町+ 朝明村 = 三重郡菰野町（編入）
  - 三重県安芸郡 大里村+ 高野尾村 = 安芸郡豊里村（新設）
  - 大阪府富田林市+ 南河内郡 東条村 = 富田林市（編入）
- 1月20日
  - 群馬県勢多郡 木瀬村+ 荒砥村 = 勢多郡城南村（新設）

## 2月
- 2月1日
  - 新潟県南魚沼郡 塩沢町+ 石打村+ 上田村 = 南魚沼郡塩沢町（新設）
  - 石川県河北郡 津幡町+ 倶利伽羅村 = 河北郡津幡町（編入）
  - 三重県北牟婁郡 錦町+ 度会郡 柏崎村 = 度会郡紀勢町（新設）
  - 島根県飯石郡 志々村+ 頓原町 = 飯石郡頓原町（新設）
- 2月11日
  - 島根県知夫郡 浦郷町+ 黒木村 = 知夫郡西ノ島町（新設）
  - 島根県邑智郡 口羽村+ 阿須那村 = 邑智郡羽須美村（新設）
  - 高知県幡多郡 大内町+ 月灘村 = 幡多郡大月町（新設）

## 3月
- 3月1日
  - 滋賀県野洲郡 中主町+ 中洲村の一部 = 野洲郡中主町（編入）
  - 滋賀県野洲郡 守山町+ 中洲村の一部 = 野洲郡守山町（編入）
  - 奈良県大和高田市+ 高市郡 天満村 = 大和高田市（編入）
  - 宮崎県都城市+ 北諸県郡 志和池村 = 都城市（編入）
- 3月10日
  - 兵庫県高砂市+ 印南郡 北浜村 = 高砂市（編入）
  - 島根県邑智郡 都賀行村+ 都賀村+ 布施村の一部 = 邑智郡大和村（新設）
  - 島根県邑智郡 出羽村+ 布施村の一部 = 邑智郡出羽村（編入）
- 3月18日
  - 新潟県五泉市+ 中蒲原郡 新関村の一部 = 五泉市（編入）
  - 新潟県新津市+ 中蒲原郡 新関村の一部 = 新津市（編入）
- 3月21日
  - 山形県上山市+ 南村山郡 山元村+ 山形市の一部 = 上山市（編入/境界変更）
- 3月22日
  - 長崎県南高来郡 国見町+ 神代村 = 南高来郡国見町（編入）
- 3月25日
  - 長野県岡谷市+ 諏訪郡 長地村 = 岡谷市（編入）
- 3月30日
  - 群馬県北群馬郡 桃井村+ 群馬郡 相馬村の一部 = 北群馬郡桃井村（新設）
  - 群馬県群馬郡 箕郷町+ 相馬村の一部 = 群馬郡箕郷町（編入）
  - 大阪府茨木市+ 三島郡 三宅村 = 茨木市（編入）
- 3月31日
  - 青森県三戸郡 中沢村+ 島守村 = 三戸郡南郷村（新設）
  - 宮城県白石市+ 刈田郡 小原村 = 白石市（編入）
  - 福島県河沼郡 笈川村+ 勝常村 = 河沼郡湯川村（新設）
  - 栃木県栃木市+ 下都賀郡 国府村 = 栃木市（編入）
  - 栃木県塩谷郡 船生村+ 大宮村+ 玉生村 = 塩谷郡塩谷村（新設）
  - 群馬県邑楽郡 大川村+ 小泉町 = 邑楽郡大泉町（新設）
  - 埼玉県秩父郡 皆野町+ 三沢村 = 秩父郡皆野町（編入）
  - 埼玉県行田市+ 北埼玉郡 太田村 = 行田市（編入）
  - 福井県鯖江市+ 今立郡 河和田村 = 鯖江市（編入）
  - 長野県東筑摩郡 明科町+ 北安曇郡 陸郷村の一部 = 東筑摩郡明科町（編入）
  - 長野県北安曇郡 池田町+ 陸郷村の一部+ 広津村の一部 = 北安曇郡池田町（編入）
  - 長野県北安曇郡 八坂村+ 広津村の一部 = 北安曇郡八坂村（編入）
  - 長野県東筑摩郡 生坂村+ 北安曇郡 陸郷村の一部+ 広津村の一部 = 東筑摩郡生坂村（編入/新設）
  - 長野県小県郡 室賀村+ 浦里村の一部 = 小県郡川西村（新設）
  - 長野県小県郡 青木村+ 浦里村の一部 = 小県郡青木村（編入）
  - 静岡県掛川市+ 小笠郡 北小笠村+ 原谷村+ 原田村+ 三笠村の一部 = 掛川市（編入/境界変更）
  - 静岡県浜松市+ 浜名郡 入野村 = 浜松市（編入）
  - 静岡県富士郡 富原村+ 柚野村 = 富士郡芝川町（新設/町制）
  - 愛知県常滑市+ 知多郡 小鈴谷町の一部 = 常滑市（編入）
  - 愛知県知多郡 美浜町+ 小鈴谷町の一部 = 知多郡美浜町（編入）
  - 兵庫県養父郡 明神町+ 養父町 = 養父郡養父町（編入/改称）
  - 兵庫県氷上郡 山南町+ 和田村 = 氷上郡山南町（新設）
  - 奈良県大和郡山市+ 生駒郡 片桐町 = 大和郡山市（編入）
  - 奈良県生駒郡 生駒町+ 北倭村 = 生駒郡生駒町（編入）
  - 鳥取県八頭郡 郡家町+ 上私都村+ 中私都村 = 八頭郡郡家町（新設）
  - 鳥取県東伯郡 中山村+ 西伯郡 逢坂村 = 西伯郡中山町（新設/町制）
  - 徳島県美馬郡 郡里町+ 重清村 = 美馬郡美馬町（新設）
  - 徳島県板野郡 一条町+ 阿波郡 柿島村の一部 = 板野郡吉野町（新設）
  - 徳島県麻植郡 鴨島町+ 阿波郡 柿島村の一部 = 麻植郡鴨島町（編入）
  - 香川県小豆郡 内海町+ 福田村 = 小豆郡内海町（編入）
  - 福岡県糟屋郡 大川村+ 仲原村 = 糟屋郡粕屋町（新設/町制）
  - 福岡県八女郡 黒木町+ 大淵村 = 八女郡黒木町（編入）
  - 長崎県西彼杵郡 西海村+ 瀬川村 = 西彼杵郡西海村（新設）
  - 長崎県福江市+ 南松浦郡 樺島村 = 福江市（編入）
  - 熊本県本渡市+ 天草郡 宮地岳村 = 本渡市（編入）
  - 宮崎県東諸県郡 国富町+ 木脇村 = 東諸県郡国富町（編入）

## 4月
- 4月1日
  - 北海道帯広市+ 河西郡 川西村+ 大正村 = 帯広市（編入）
  - 北海道山越郡 八雲町+ 茅部郡 落部村 = 山越郡八雲町（編入）
  - 岩手県下閉伊郡 岩泉町+ 小川村 = 下閉伊郡岩泉町（編入）
  - 秋田県平鹿郡 平鹿町+ 醍醐村 = 平鹿郡平鹿町（編入）
  - 福島県河沼郡 日橋村+ 堂島村 = 河沼郡河東村（新設）
  - 群馬県太田市+ 新田郡 強戸村+ 山田郡 休泊村 = 太田市（編入）
  - 群馬県群馬郡 群馬町+ 上郊村の一部 = 群馬郡群馬町（編入）
  - 群馬県群馬郡 箕郷町+ 上郊村の一部 = 群馬郡箕郷町（編入）
  - 埼玉県北葛飾郡 栗橋町+ 静村+ 豊田村 = 北葛飾郡栗橋町（新設）
  - 千葉県野田市+ 東葛飾郡 川間村+ 福田村 = 野田市（編入）
  - 新潟県中頸城郡 大瀁村+ 明治村 = 中頸城郡頸城村（新設）
  - 新潟県柏崎市+ 刈羽郡 高浜町+ 黒姫村の一部 = 柏崎市（編入/境界変更）
  - 福井県福井市+ 坂井郡 大安寺村 = 福井市（編入）
  - 長野県南佐久郡 臼田町+ 田口青沼村 = 南佐久郡臼田町（新設）
  - 静岡県藤枝市+ 志太郡 広幡村 = 藤枝市（編入）
  - 静岡県熱海市+ 田方郡 網代町 = 熱海市（編入）
  - 静岡県庵原郡 富士川町+ 松野村 = 庵原郡富士川町（編入）
  - 京都府京都市+ 久世郡 淀町+ 北桑田郡 京北町の一部 = 京都市（編入/境界変更）
  - 大阪府守口市+ 北河内郡 庭窪町 = 守口市（編入）
  - 大阪府八尾市+ 南河内郡 志紀町 = 八尾市（編入）
  - 熊本県上益城郡 矢部町+ 中島村+ 名連川村 = 上益城郡矢部町（編入）
  - 鹿児島県薩摩郡 東郷町+ 下東郷村の一部 = 薩摩郡東郷町（編入）
  - 鹿児島県薩摩郡 高城村+ 下東郷村の一部 = 薩摩郡高城村（編入）
  - 鹿児島県川内市+ 薩摩郡 下東郷村の一部 = 川内市（編入）
- 4月3日
  - 滋賀県彦根市+ 犬上郡 高宮町 = 彦根市（編入）
- 4月5日
  - 石川県金沢市+ 河北郡 浅川村 = 金沢市（編入）
- 4月15日
  - 三重県四日市市+ 三重郡 水沢村+ 保々村+ 鈴鹿郡 三鈴村の一部 = 四日市市（編入）
  - 三重県鈴鹿市+ 鈴鹿郡 三鈴村の一部 = 鈴鹿市（編入）

## 5月
- 5月1日
  - 宮城県登米郡 米谷町+ 日高村 = 登米郡東和町（新設）
  - 福井県福井市+ 吉田郡 河合村 = 福井市（編入）
- 5月3日
  - 埼玉県秩父市+ 秩父郡 高篠村+ 大田村 = 秩父市（編入）
  - 埼玉県児玉郡 神川村+ 渡瀬村 = 児玉郡神川村（編入）
  - 新潟県新潟市+ 中蒲原郡 大江山村+ 曽野木村+ 両川村 = 新潟市（編入）
- 5月27日
  - 京都府舞鶴市+ 加佐郡 加佐町 = 舞鶴市（編入）

## 6月
- 6月1日
  - 秋田県河辺郡 雄和村+ 川添村 = 河辺郡雄和村（編入）
  - 茨城県水戸市+ 東茨城郡 飯富村+ 那珂郡 国田村 = 水戸市（編入）
- 6月20日
  - 新潟県三島郡 出雲崎町+ 西越村 = 三島郡出雲崎町（新設/改称）

## 7月
- 7月1日
  - 茨城県筑波郡 筑波町+ 菅間村 = 筑波郡筑波町（編入）
  - 長野県下伊那郡 山吹村+ 市田村 = 下伊那郡高森町（新設/町制）
  - 長野県下伊那郡 大下条村+ 和合村+ 旦開村 = 下伊那郡阿南町（新設/町制）
  - 三重県名張市+ 名賀郡 古山村の一部 = 名張市（編入）
  - 三重県上野市+ 名賀郡 古山村の一部 = 上野市（編入）
  - 兵庫県美嚢郡 淡河村+ 上淡河村 = 美嚢郡淡河村（新設）
  - 兵庫県三原郡 松帆村+ 湊町+ 津井村+ 阿那賀村+ 伊加利村+ 志知村 = 三原郡西淡町（新設）
  - 香川県小豆郡 土庄町+ 大部村 = 小豆郡土庄町（編入）
  - 高知県高岡郡 上ノ加江町+ 久礼町 = 高岡郡中土佐町（新設）
- 7月5日
  - 新潟県柏崎市+ 刈羽郡 中鯖石村+ 南鯖石村 = 柏崎市（編入）
  - 新潟県刈羽郡 小国町+ 千谷沢村の一部 = 刈羽郡小国町（編入）
  - 新潟県三島郡 越路町+ 刈羽郡 千谷沢村の一部 = 三島郡越路町（編入）
  - 新潟県三島郡 与板町+ 大河津村の一部 = 三島郡与板町（編入）
  - 新潟県西蒲原郡 分水町+ 三島郡 大河津村の一部 = 西蒲原郡分水町（編入）
  - 新潟県三島郡 寺泊町+ 大河津村の一部 = 三島郡寺泊町（編入）
- 7月10日
  - 兵庫県三原郡 広田村+ 倭文村 = 三原郡緑村（新設）
- 7月17日
  - 埼玉県北葛飾郡 杉戸町+ 泉村 = 北葛飾郡杉戸町（編入）
- 7月18日
  - 埼玉県本庄市+ 児玉郡 共和村の一部 = 本庄市（編入）
  - 埼玉県児玉郡 児玉町+ 共和村の一部 = 児玉郡児玉町（編入）
  - 兵庫県有馬郡 三田町+ 相野町 = 有馬郡三田町（編入）
- 7月20日
  - 埼玉県北足立郡 戸田町+ 美笹村 = 北足立郡戸田町（編入）

## 8月
- 8月1日
  - 北海道根室郡 根室町+ 和田村 = 根室市（新設/市制）
  - 群馬県佐波郡 上陽村+ 玉村町+ 群馬郡 群南村の一部 = 佐波郡玉村町（境界変更/新設）
  - 群馬県群馬郡 群南村+ 岩鼻村の一部 = 群馬郡群南村（編入）
  - 群馬県高崎市+ 群馬郡 岩鼻村の一部 = 高崎市（編入）
  - 富山県西礪波郡 福光町+ 西野尻村の一部 = 西礪波郡福光町（編入）
  - 富山県西礪波郡 礪中町+ 西野尻村の一部 = 西礪波郡礪中町（編入）
  - 富山県東礪波郡 福野町+ 西礪波郡 西野尻村の一部 = 東礪波郡福野町（編入）
  - 長野県上田市+ 小県郡 神科村 = 上田市（編入）
  - 長野県上水内郡 戸隠村+ 柵村 = 上水内郡戸隠村（新設）
  - 静岡県周智郡 春野町+ 気多村 = 周智郡春野町（新設）
  - 和歌山県海草郡 美里町+ 細野村の一部 = 海草郡美里町（編入）
  - 和歌山県那賀郡 桃山町+ 海草郡 細野村の一部 = 那賀郡桃山町（編入）
  - 和歌山県日高郡 印南町+ 切目川村+ 安住村 = 日高郡印南町（新設）
  - 高知県幡多郡 昭和村+ 十川村 = 幡多郡十和村（新設）
  - 熊本県阿蘇郡 高森町+ 野尻村 = 阿蘇郡高森町（編入）

## 9月
- 9月1日
  - 青森県弘前市+ 南津軽郡 石川町 = 弘前市（編入）
  - 静岡県磐田郡 福田町+ 於保村 = 磐田郡福田町（編入）
  - 静岡県駿東郡 裾野町+ 富岡村+ 須山村 = 駿東郡裾野町（編入）
  - 兵庫県出石郡 出石町+ 室埴村+ 小坂村+ 神美村 = 出石郡出石町（新設）
  - 奈良県奈良市+ 添上郡 田原村+ 柳生村+ 大柳生村+ 東里村+ 狭川村 = 奈良市（編入）
- 9月20日
  - 島根県仁多郡 鳥上村+ 横田町+ 八川村+ 馬木村 = 仁多郡斐上町（新設）
- 9月30日
  - 富山県砺波市+ 西礪波郡 若林村の一部 = 砺波市（編入）
  - 富山県西礪波郡 石動町+ 若林村の一部 = 西礪波郡石動町（編入）

## 10月
- 10月1日
  - 神奈川県平塚市+ 中郡 金目村 = 平塚市（編入）
  - 新潟県長岡市+ 三島郡 関原町 = 長岡市（編入）
  - 福井県福井市+ 足羽郡 麻生津村 = 福井市（編入）
  - 静岡県浜松市+ 浜名郡 積志村 = 浜松市（編入）
  - 静岡県榛原郡 金谷町+ 五和村 = 榛原郡金谷町（新設）
  - 三重県松阪市+ 飯南郡 大河内村+ 櫛田村 = 松阪市（編入）
  - 兵庫県姫路市+ 印南郡 別所村+ 飾磨郡 四郷村+ 御国野村+ 花田村 = 姫路市（編入）
  - 熊本県玉名郡 腹栄村+ 長洲町 = 玉名郡長洲町（新設）
  - 宮崎県宮崎市+ 宮崎郡 住吉村 = 宮崎市（編入）
- 10月15日
  - 大阪府松原市+ 南河内郡 北八下村 = 松原市（編入）
  - 奈良県宇智郡 五條町+ 牧野村+ 北宇智村+ 宇智村+ 大阿太村+ 南阿太村+ 野原町+ 阪合部村 = 五條市（新設/市制）

## 11月
- 11月1日
  - 岩手県二戸郡 一戸町+ 鳥海村+ 浪打村+ 小鳥谷村+ 姉帯村 = 二戸郡一戸町（新設）
  - 群馬県佐波郡 境町+ 新田郡 世良田村 = 佐波郡境町（編入）
  - 富山県婦負郡 八尾町+ 野積村+ 仁歩村+ 大長谷村 = 婦負郡八尾町（新設）
  - 岐阜県中津川市+ 恵那郡 阿木村 = 中津川市（編入）
  - 長崎県福江市+ 南松浦郡 久賀島村 = 福江市（編入）

## 12月
- 12月17日
  - 沖縄県那覇市+ 真和志市 = 那覇市（編入）
- 12月25日
  - 宮城県登米郡 米山村+ 吉田村 = 登米郡米山町（新設/町制）